# Штучне освітлення

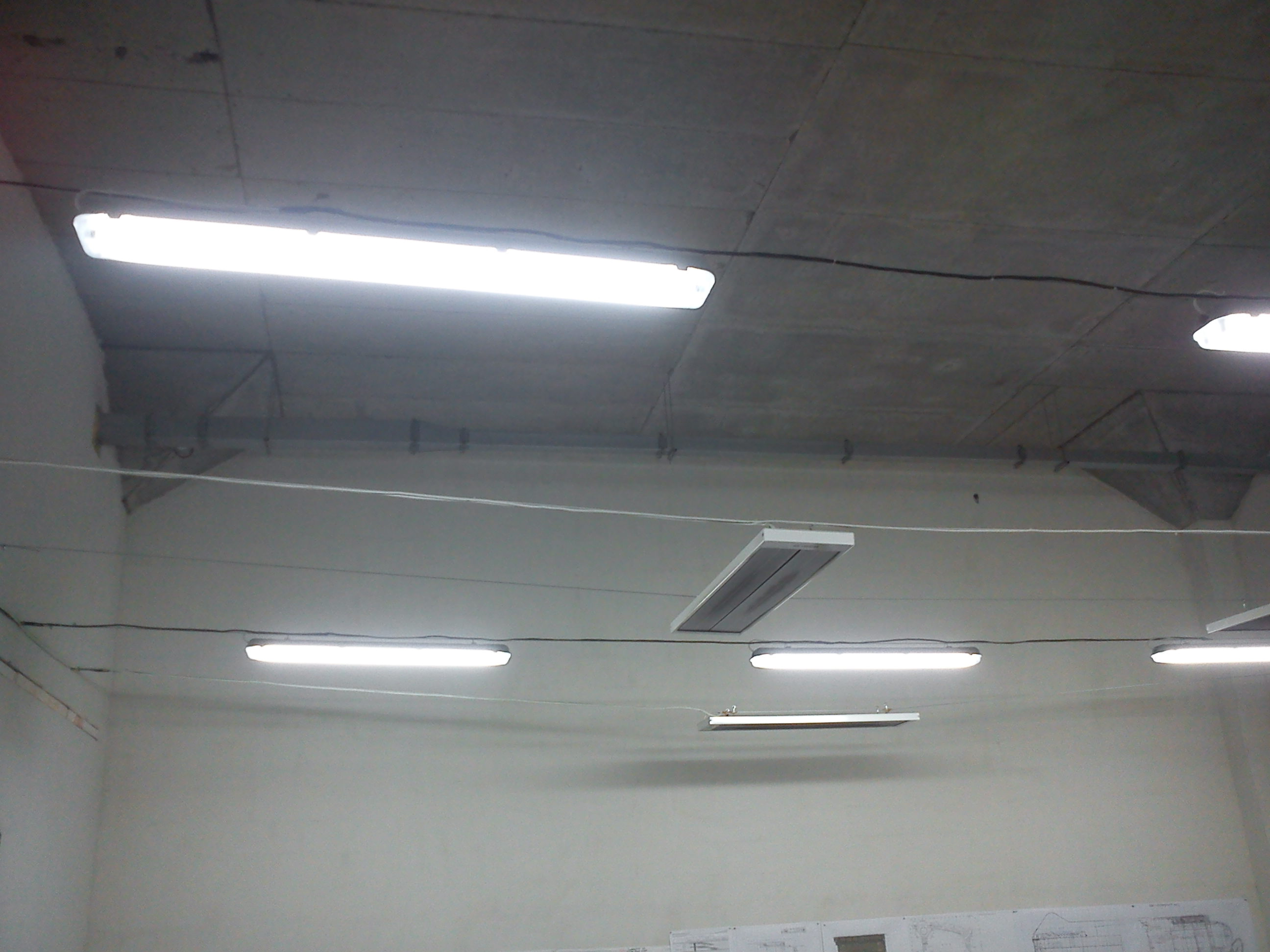
Освітлення приміщень світильниками з люмінісцентними лампами

Штучне освітлення — це освітлення будинків, приміщень і споруд, зовнішнього освітлення міст, селищ і сільських населених пунктів, територій підприємств і закладів, установки оздоровчого ультрафіолетового випромінювання тривалої дії, установки світлової реклами, світлові знаки та ілюмінаційні установки за допомогою спеціальних електроосвітлювальних установок — світильників.

## Типи
Штучне освітлення поділяється в залежності від призначення на робоче, аварійне, евакуаційне та охоронне.
Розрізняють такі системи штучного освітлення: загальне, місцеве та комбіноване.
Система загального освітлення призначена для освітлення всього приміщення, вона може бути рівномірною та локалізованою. Загальне рівномірне освітлення встановлюють у цехах, де виконуються однотипні роботи невисокої точності по усій площі приміщення при великій щільності робочих місць. Загальне локалізоване освітлення встановлюють на поточних лініях, при виконанні робіт, різноманітних за характером, на певних робочих місцях, при наявності стаціонарного затемнюючого обладнання, та якщо треба створити спрямованість світлового потоку.
Місцеве освітлення призначається для освітлення тільки робочих поверхонь, воно може бути стаціонарним (наприклад, для контролю за якістю продукції на поточних лініях) та переносним (для тимчасового збільшення освітленості окремих місць або зміни напрямку світлового потоку при огляді, контролю параметрів, ремонті). Світильники місцевого освітлення повинні бути зручними у користуванні, а, головне, безпечними при експлуатації.
Категорично забороняється застосовувати лише місцеве освітлення, оскільки воно створює значну нерівномірність освітленості, яка підвищує втомленість зору та призводить до розладу нервової системи. Таке освітлення на виробництві є допоміжним до загального.
Комбіноване освітлення складається з загального та місцевого. Його передбачають для робіт І—VIII розрядів точності за зоровими параметрами, та коли необхідно створити концентроване освітлення без утворення різких тіней.